# Сан Виторе Олона
Сан Виторе Олона (итал. San Vittore Olona) је насеље у Италији у округу Милано, региону Ломбардија.
Према процени из 2011. у насељу је живело 8225 становника. Насеље се налази на надморској висини од 193 м.

## Становништво
Према резултатима пописа становништва 2011. у општини је живело 8.254 становника.
| 1931. | 1936. | 1951. | 1961. | 1971. | 1981. | 1991. | 2001. | 2011. |
| ----- | ----- | ----- | ----- | ----- | ----- | ----- | ----- | ----- |
| 3.594 | 3.853 | 4.496 | 4.996 | 6.075 | 6.657 | 6.828 | 7.437 | 8.254 |